# Hallelujah (bài hát của Paramore)
"Hallelujah" là đĩa đơn thứ hai trích từ album phòng thu thứ hai Riot! của nhóm nhạc rock Paramore. "Hallelujah" đứng thứ #139 trên bảng xếp hạng UK Singles Chart.

## Music video
Video "Hallelujah" được đạo diễn bởi Big TV!, phát hành vào ngày 30 tháng 7 năm 2007. Video mở đầu bằng những bức ảnh động được dán trên tường và mỗi bức ảnh là 1 buổi diễn diễn, hoặc 1 buổi tập của nhóm Paramore. Ca từ bài hát được xuất hiện ở dưới mỗi bức ảnh. Mỗi bức ảnh như 1 clip ngắn về các hoạt động của nhóm, và các clip này lần lượt được phát trong video.
Video được quay tại Rocketown ở Nashville, Mỹ khi nhóm Paramore đang biểu diễn tại Riot! tour.

## Phát hành đĩa đơn
Đĩa đơn CD được phát hành tại Anh vào ngày 3 tháng 9 năm 2007.

## Danh sách bài hát
| CD  | CD                        | CD         |
| STT | Nhan đề                   | Thời lượng |
| --- | ------------------------- | ---------- |
| 1.  | "Hallelujah"              |            |
| 2.  | "When It Rains" (Bản thử) | 3:23       |

| Vinyl 1 | Vinyl 1               | Vinyl 1    |
| STT     | Nhan đề               | Thời lượng |
| ------- | --------------------- | ---------- |
| 1.      | "Hallelujah" (A-side) |            |

| Vinyl 2 | Vinyl 2      | Vinyl 2    |
| STT     | Nhan đề      | Thời lượng |
| ------- | ------------ | ---------- |
| 1.      | "Hallelujah" |            |
| 2.      | "Decoy"      | 3:17       |

## Phát hành
| Quốc gia | Ngày                |
| -------- | ------------------- |
| Ireland  | 18 tháng 9 năm 2007 |
| Anh      | 18 tháng 9 năm 2007 |